# Sturgis (Dakota del Sud)
Sturgis és una població dels Estats Units a l'estat de Dakota del Sud. Segons el cens del 2000 tenia 6.442 habitants.

## Demografia
Segons el cens del 2000, Sturgis tenia 6.442 habitants, 2.738 habitatges, i 1.708 famílies. La densitat de població era de 665 habitants per km².
Dels 2.738 habitatges en un 30,2% hi vivien nens de menys de 18 anys, en un 48% hi vivien parelles casades, en un 11,5% dones solteres, i en un 37,6% no eren unitats familiars. En el 33,3% dels habitatges hi vivien persones soles el 15,6% de les quals corresponia a persones de 65 anys o més que vivien soles. El nombre mitjà de persones vivint en cada habitatge era de 2,29 i el nombre mitjà de persones que vivien en cada família era de 2,91.
Per edats la població es repartia de la següent manera: un 25% tenia menys de 18 anys, un 7,9% entre 18 i 24, un 25,4% entre 25 i 44, un 22,5% de 45 a 60 i un 19,3% 65 anys o més.
L'edat mediana era de 40 anys. Per cada 100 dones de 18 o més anys hi havia 86,1 homes.
La renda mediana per habitatge era de 30.253 $ i la renda mediana per família de 38.698 $. Els homes tenien una renda mediana de 25.856 $ mentre que les dones 18.582 $. La renda per capita de la població era de 16.763 $. Entorn de l'11% de les famílies i el 12% de la població estaven per davall del llindar de pobresa.

## Poblacions més properes
El següent diagrama mostra les poblacions més properes.